# Bomolocha flexuosa
Bomolocha flexuosa är en fjärilsart som beskrevs av Moore. Bomolocha flexuosa ingår i släktet Bomolocha och familjen nattflyn. Inga underarter finns listade i Catalogue of Life.